# Callen (Landes)
Callen település Franciaországban, Landes megyében. Lakosainak száma 145 fő (2022. január 1.). Callen Bourideys, Cazalis, Lucmau, Luxey, Sore és Lencouacq községekkel határos.

## Népesség
A település népességének változása:
| Lakosok száma | 140  | 136  | 143  | 143  | 149  | 147  | 144  | 142  | 139  | 145  |
|               | 1968 | 1982 | 1990 | 2006 | 2013 | 2015 | 2017 | 2019 | 2020 | 2022 |